# New York Chamber Symphony
La New York Chamber Symphony (NYCS) è stata un'orchestra da camera americana con sede a New York City. È stata attiva dal 1977 al 2002.
Fu realizzata nel 1977 dal suo fondatore il direttore musicale Gerard Schwarz e Omus Hirshbein. Il suo nome originale era Y Chamber Symphony ed è stato il gruppo residente alla 92ª Strada Y, dove Hirshbein è stato direttore della programmazione musicale. L'orchestra ha cambiato il suo nome in New York Chamber Symphony nel 1986 e nel 1996 si trasferì al Lincoln Center nella Alice Tully Hall. Presentava inoltre, ogni stagione, concerti gratuiti al Central Park con il patrocinio della Fondazione Naumburg e ha effettuato diversi tour.
I membri dell'orchestra comprendevano molti dei migliori musicisti classici di New York City, un certo numero dei quali insegnano alla Juilliard School, il Peabody Conservatory, l'Università Yale e la Eastman School of Music.
Gli artisti ospiti che si sono esibiti con la New York Chamber Symphony all'inizio della loro carriera comprendono Itzhak Perlman, Yo-Yo Ma, Nadja Salerno-Sonnenberg, Dawn Upshaw, Emanuel Ax, Gil Shaham, Yefim Bronfman, Joshua Bell, Hélène Grimaud, Horacio Gutiérrez, and Hilary Hahn.
Era noto anche per le sue esecuzioni di musica contemporanea, per comporre opere su commissione di compositori come David Diamond, Bright Sheng, Richard Danielpour e Aaron Jay Kernis. Ogni anno ha presentato e registrato concerti di prime assolute di compositori americani, sotto il patrocinio dei Master Musicians Collective. Nel 1993, ha vinto un premio dalla American Society of Composers, Authors and Publishers (ASCAP) per il suo impegno a nuovi programmi musicali. Nel giugno 2000, l'orchestra ha ricevuto una sovvenzione di $ 100,000 da parte del Knight Foundation per affrontare l'impegno di iniziare a lavorare su un nuovo progetto di sviluppo "musica / pubblico" progettato per realizzare la scelta di nuova musica da parte dei musicisti dell'orchestra e del loro pubblico.
L'orchestra ha pubblicato più di 20 registrazioni. Ha registrato opere di compositori americani come Paul Creston, David Diamond, Howard Hanson, e Walter Piston, come parte di Delos Records' American Masters Series. Ha inoltre registrato per le etichette Angel/EMI, Nonesuch, Pro Arte, e RCA Red Seal. L'orchestra ha ricevuto tre nomination ai Grammy Award per le sue registrazioni di opere di Aaron Copland e Howard Hanson.
Nel 2000 la Sinfonia fu ingaggiata a suonare per la celebrazione del 500º anniversario del Brasile al Lincoln Center.
Nel 2002 il New York Chamber Symphony annullò la sua prossima stagione (2002-2003) dopo che Schwarz ebbe annunciato la sua decisione di dimettersi dalla sua carica di direttore musicale al termine della stagione 2001-2002 (25º anniversario dell'Orchestra), al fine di concentrarsi sulla sua nuova posizione di direttore della Royal Liverpool Philharmonic Orchestra e dato anche il suo costante impegno per l'Orchestra Sinfonica di Seattle. Non fu trovato un successore né si riuscì ad ottenere finanziamenti per proseguire le attività della Symphony.